# São Paio de Vizela
São Paio de Vizela ist ein Ort und eine ehemalige Gemeinde (Freguesia) im Norden Portugals.

## Geschichte
Mindestens seit dem 17. Jahrhundert war São Paio eine eigenständige Gemeinde.
Die Gemeinde gehörte stets zum Kreis Guimarães, bis 1998 der Kreis Vizela gegründet wurde, zu dem São Paio fortan gehörte.
Mit der Gemeindereform 2013 wurde die Gemeinde São Paio aufgelöst und mit Tagilde zu einer neuen Gemeinde zusammengefasst.

## Verwaltung
São Paio de Vizela war Sitz einer Gemeinde (Freguesia) im Kreis (Concelho) von Vizela im Distrikt Braga. Die Gemeinde hatte eine Fläche von 2,5 km² und 1499 Einwohner (Stand 30. Juni 2011).
Mit der Gebietsreform vom 29. September 2013 wurden die Gemeinden Vizela (São Paio) und Tagilde zur neuen Gemeinde União das Freguesias de Tagilde e Vizela (São Paio) zusammengeschlossen.